# Església parroquial de Sant Joan Baptista (Sant Joan)
L'església parroquial de Sant Joan Baptista és una construcció religiosa de Sant Joan (Mallorca), projectada a principis del segle xx per substituir el temple parroquial antic, que havia esdevingut insuficient per a la creixent comunitat. Inspirada en les basíliques romanes, la seva construcció es va iniciar el 1927 i va comptar amb el finançament exclusiu dels feligresos de la parròquia, completant-se el 1939.

## Descripció
Situada a la cantonada dels carrers Major i de Palma, l'església parroquial de Sant Joan Baptista presenta una planta basilical de tres naus amb sis capelles laterals, amb paraments paredats en verd i elements de marès que delimiten les capelles. La nau central compta amb cinc finestrals d'arc rodó decorats amb vitralls, i la façana principal, llisa i de marès, es remata amb un frontis mixtilini. El campanar, adossat a l'esquerra de la façana, té dos cossos diferenciats: el primer de planta quadrada amb finestres gòtiques i el segon en forma piramidal, coronant la torre.
El portal Major, d'estil classicista, es divideix en dos cossos amb decoració coríntia i inclou un timpà amb figures escultòriques, mentre que el portal lateral, conegut com el "portal dels Homes", és d'estil gòtic amb arquivoltes ogivals i capitells decorats. Un element destacat és l'escala de sis escalons del portal dels Homes, datada de 1805, amb inscripcions bíbliques. A la façana principal, una inscripció recorda la contribució del Sindicat Agrícola Catòlic i Caixa Rural de Sant Joan, que va finançar la portalada l'any 1944.
A l'interior, la coberta de la nau central està decorada amb un enteixinat, i una galeria amb balustrada envolta la nau central, acollint el Museu Parroquial de Sant Joan.

## L'església vella

### Orígens i primers desenvolupaments
L'origen de la parròquia de Sant Joan Baptista es remunta a l'any 1298, quan es va construir un primer oratori al pujol de Consolació. La situació d'aquesta construcció modesta, allunyada de l'incipient nucli de població, va fer que es pensara el trasllat l'edifici parroquial a la vila de Sant Joan. El 1416 el bisbat demana a la diòcesi que es procurassin almoines per la nova edificació. Tot i que la data exacta de construcció de la primera església és desconeguda, la primera referència documental apareix l'any 1563, durant una visita pastoral del bisbe Diego de Arnedo, en què es descriuen un altar major i dues capelles laterals. Així, entre 1416 i 1563, es va construir una primera versió de l'església amb una sola nau i cinc trams que conduïen al presbiteri.
A finals del segle xvi, la mida de l'església ja no era suficient per a la congregació creixent, i el bisbe Joan Vic i Manrique va ordenar una ampliació el 1597. Malgrat tot, l'ampliació no es va completar fins als anys 1645-1700, quan es va moure el presbiteri cap enrere per afegir un nou tram amb dues capelles laterals.

### Ampliacions i millores
Durant el segle xviii, l'església tenia 40 metres de llargada, 15 metres d’amplada i uns 13 metres d'altura, amb un sostre de volta de canó amb arcs de mig punt, reconstruït entre 1768 i 1788 i decorat amb medallons que representaven sants, pintats pel prevere local Antoni Company. El paviment consistia en rajoles senzilles i làpides sepulcrals amb inscripcions que dataven entre 1750 i 1818. El temple estava dividit en zones de seients per als homes i per a les dones, amb bancs especials per a l'Ajuntament. El púlpit, decorat amb una imatge de Sant Vicenç Ferrer, estava situat entre la segona i tercera capella de la banda esquerra.
Entre els elements artístics destacats hi havia un gran retaule barroc de fusta daurada, elaborat entre 1748 i 1752 per l'escultor Pere Joan Obrador, amb una imatge central de Sant Joan Baptista, flanquejada per Sant Sebastià i Sant Isidre. Aquest retaule també incloïa un sagrari amb una figura de l'Àngel Custodi a la part superior. Les capelles laterals contenien estàtues i pintures de sants com Sant Josep, el Santíssim Nom de Jesús i la Santíssima Trinitat.

## L'església nova

### Construcció de l'església nova (1927-1939)
Amb el creixement de la comunitat, l'antiga església esdevenia insuficient. L'any 1926, Mossèn Francesc Mas, amb el suport de l'arquitecte Josep d'Oleza i Frates, va impulsar la construcció d'una nova església inspirada en les basíliques romanes. Les obres van començar el 1927 amb la demolició del mur del fossar i el rebaix del terreny. El mestre picapedrer Antoni Sastre i Bonet es va encarregar de la construcció, i molts feligresos van col·laborar voluntàriament, aportant recursos i treball. Al llarg dels anys, es van anar superant obstacles econòmics i tècnics, i es van completar elements importants, com les parets exteriors, la sagristia i les capelles.
La sagristia, construïda el 1931, es va dissenyar per ser un espai lluminós i obert, en contrast amb les sagristies fosques de l'època. El 1933 es va beneir la capella del Sagrari, decorada amb un sagrari monumental restaurat per Miquel Sacanell. Entre 1933 i 1934 es van instal·lar pilastres i capitells de ciment armat a la tribuna, obra de l'escultor Bartomeu Amorós. Durant aquests anys, també es va construir la capella de la Mare de Déu de Lourdes, inaugurada el 2 de febrer de 1938.

### Decoració interior i aportacions artístiques
La decoració interior de l'església nova va incloure retaules i escultures de l'escultor Joan Ginart, deixeble de Bartomeu Amorós. Aquest, va instal·lar un petit taller a les tribunes de l'església, on va formar un grup de joves locals en l'art de l’escultura. Les seves contribucions inclouen la preparació d'un enteixinat per la paret de l'absis, així com l’escultura de sant Judes Tadeu i sant Macià, fetes amb tela recoberta de guix encolat.
El 1939 es va col·locar el primer trast d'enteixinat a la nau central amb l'escut del bisbe de Mallorca, Josep Miralles i Sbert, qui beneiria oficialment l'església. Altres elements decoratius destacats inclouen la pavimentació del presbiteri amb marbre valencià i la instal·lació de vidrieres policromades.

### Finançament
El finançament per a la construcció de l'església nova de Sant Joan va ser un esforç col·lectiu impulsat per Mossèn Francesc Mas i recolzat pels veïns del poble. El projecte va començar l'any 1927 sense fons inicials, confiant en promeses de donacions de materials, com els deu mil sacs de ciment aportats per la fàbrica local. Al llarg dels anys, es van emprar diversos mètodes de recaptació, com subscripcions mensuals o anuals, donatius per elements específics de l'església (com una pilastra o una estàtua) i la tradicional "capta del blat", una recollida anual de gra que va aportar fons importants.
Molts veïns van contribuir amb quantitats modestes, i els donatius es van registrar acuradament. Organitzacions locals, com el Sindicat Agrícola Catòlic i Caixa Rural, van fer aportacions notables. Per cobrir costos, es van vendre alguns materials de l'antiga església, i es van organitzar esdeveniments públics com funcions teatrals, rifes i concerts en benefici de la construcció.
Malgrat els reptes econòmics, es va aconseguir mantenir els pagaments regulars als treballadors i proveïdors, sovint negociant plans de pagament a llarg termini. L'única contribució externa va ser una donació de 500 pessetes del Vicari General, Mossèn Jaume Homar Reynés, fent d'aquesta una obra finançada d'una manera pràcticament íntegra pels habitants de Sant Joan.